# Dodabukkasagara, Kadur
Dodabukkasagara là một làng thuộc tehsil Kadur, huyện Chikmagalur, bang Karnataka, Ấn Độ.